# بلکنپ اسپرینگز (اورگن)
بلکنپ اسپرینگز (به انگلیسی: Belknap Springs) یک منطقهٔ مسکونی در ایالات متحده آمریکا است که در شهرستان لین، اورگن واقع شده‌است.